# Barack Obama Senior
Barack Hussein Obama (* 18. Juni 1936 in Nyang’oma Kogelo; † 24. November 1982 in Nairobi) war ein kenianischer Ökonom, Regierungsberater und Vater von Barack Obama, dem 44. Präsidenten der Vereinigten Staaten.

## Herkunft und frühes Leben
Barack Obama Senior wurde 1936 unter dem Namen Baraka Obama im Rachuonyo District an den Ufern des Victoriasees in Britisch-Kenia geboren, das damals als Kronkolonie des Vereinigten Königreichs Teil des Britischen Weltreichs war. Er wuchs in dem Dorf Nyang’oma Kogelo auf. Seine Familie gehörte dem Volk der Luo an.
Sein Vater war Onyango Obama, der sich später Onyango Hussein Obama nannte (1895–1979), seine Mutter war Habiba Akumu Nyanjango, Onyangos zweite Frau. Außer Barack hatte das Paar noch zwei Töchter. 1945 trennte sich Akumu von Onyango und verließ die Familie, ihre drei Kinder wurden durch Onyangos dritte Frau Sarah Ogwel großgezogen.
Anfänglich lebte die Familie an der Kendu Bay, Obama besuchte die Gendia Primary School. Nachdem die Familie in den Siaya District umgezogen war, wechselte er auf die Ng’iya Intermediate School. Von 1950 bis 1953 ging er auf die Maseno National School, ein exklusives anglikanisches Internat in Maseno (Kisumu District). Sein Schulleiter, B. L. Bowers, beschrieb ihn in seinen Aufzeichnungen als „scharfsinnig, ausdauernd, vertrauenswürdig und freundlich, konzentriert, verlässlich und großzügig.“

## Privatleben
Obama Senior heiratete 1954 im Alter von 18 Jahren seine erste Frau Kezia Aoko, 1958 wurde ihr Sohn Malik geboren. Seine Frau war mit der Tochter Auma schwanger, als er ein Stipendium erhielt, das ihm ein College-Studium in den USA ermöglichte. Auf Obamas Bitte hin erklärte sich seine Förderin Helen Roberts bereit, sich um seine Familie zu kümmern und sie finanziell zu unterstützen. Er verließ seinen kleinen Sohn und seine schwangere Frau, um sich als erster afrikanischer Student an der University of Hawaiʻi einzuschreiben.
Dort lernte er 1960 die Anthropologiestudentin Ann Dunham kennen, die er 1961 gegen den Widerstand beider Familien auf Maui heiratete, obwohl er zu diesem Zeitpunkt in Kenia noch verheiratet war. Am 4. August 1961 wurde der gemeinsame Sohn Barack Obama Junior geboren. Als Barack Obama Senior ein Stipendium für die Harvard University erhielt, zog Ann Dunham Obama nach Seattle, wo sie als alleinerziehende Mutter ihr Studium an der University of Washington weiterführte. Ende 1962 nahm sie mit Unterstützung ihrer Eltern ihr Studium in Honolulu wieder auf. 1964 reichte sie die Scheidung ein.
Barack Obama Senior sah seinen Sohn Barack Junior nur noch einmal, als dieser 10 Jahre alt war. Er ist die zentrale Figur in dessen Lebenserinnerungen von 1995 mit dem Titel Dreams from My Father, die von den lebensprägenden Eindrücken aus diesen wenigen Tagen erzählen.
Während seines Besuches lud Obama seinen Sohn zu dessen erstem Jazzkonzert, einem Auftritt des Pianisten Dave Brubeck, ein.
Sein Sohn erinnerte sich, wie er von Obama seinen ersten Basketball geschenkt bekam:

„Ich erinnere mich nur an einen Monat mit meinem Vater in meinem ganzen Leben, ich war damals 10 Jahre alt. Und erst sehr viel später in meinem Leben habe ich realisiert, dass ich in dem Moment, in dem er mir meinen ersten Basketball schenkte, der Basketball-Fan wurde, der ich heute noch bin. Er nahm mich mit zu meinem ersten Jazzkonzert und ich entwickelte großes Interesse an Jazz und Musik. Es ist unglaublich, was dieser eine Monat für einen gewaltigen Eindruck auf mich machte, sicher, weil er sonst eben abwesend war. Das war der Hauptgrund für meinen späteren Vorsatz, selbst ein richtig guter Vater zu sein. Der Gedanke, ihn selbst nicht bei mir gehabt zu haben, ließ mich sagen: ‚Das allerwichtigste ist, dass meine Mädchen immer das Gefühl haben, dass sie jemanden haben, auf den sie sich verlassen können.‘“

Barack Obama Senior lernte im Juni 1964 in Cambridge (Massachusetts) die 27-jährige litauischstämmige Grundschullehrerin Ruth Beatrice Baker kennen. Als er noch im selben Jahr nach Kenia zurückkehrte, folgte ihm Baker, sie heirateten am 24. Dezember 1964 und bekamen zwei Söhne namens Mark (* 1965) und David (* 1968). Baker und Obama trennten sich 1971 und wurden 1973 geschieden.
In Kenia lebte Obama Senior auch wieder mit seiner ersten Frau Kezia zusammen, sie bekam nach seiner Rückkehr zwei Söhne: Abo (* 1968) und Bernard (* 1970).

## Werdegang
1959 veröffentlichte das kenianische Erziehungsministerium eine Monographie Obamas mit dem Titel Otieno jarieko. Kitabu mar ariyo. 2: Yore mabeyo mag puro puothe (dt. Otieno, der Weise. Buch 2: Kluge Strategien in der Landwirtschaft).
Aufgrund seiner Leistungen erhielt Obama 1959 ein Stipendium für ein wirtschaftswissenschaftliches Studium durch ein Programm, welches durch den nationalistischen Führer Tom Mboya organisiert wurde und das hervorragenden kenianischen Studenten westliche Bildung ermöglichen sollte. Förderer des Programms waren Harry Belafonte, Sidney Poitier, Jackie Robinson und Elizabeth Mooney Kirk, eine Literaturagentin, die den Hauptteil der finanziellen Unterstützung Obamas in den USA leistete.
Er verließ die Universität von Hawaii nach drei Jahren als B. A. in Wirtschaftswissenschaften und wurde in die akademische Gesellschaft Phi Beta Kappa aufgenommen.
Im September 1962 reiste Obama Senior nach Cambridge (Massachusetts) und begann dort ein Graduate Fellowship in Ökonomie. 1965 schloss er sein Wirtschaftsstudium als M. A. an der Harvard University ab. Eine geplante Promotion führte er nicht zu Ende.

## Berufliche Karriere
Obama arbeitete zunächst für eine Ölfirma, bevor er als Ökonom im kenianischen Transportministerium angestellt wurde. Später wurde er Senior Economic Analyst im Finanzministerium.
In einem Artikel im East Africa Journal mit dem Titel Problems Facing Our Socialism kritisierte Obama 1965 vehement die Eckpunkte des nationalen Wirtschaftsplans, wie ihn Tom Mboyas Wirtschafts- und Entwicklungsministerium entwickelt hatte.
In seinen Lebenserinnerungen schreibt Barack Obama Junior, dass die Karriere seines Vaters letztlich durch einen anhaltenden Konflikt mit Jomo Kenyatta zerstört wurde. Nach der Ermordung Tom Mboyas, der ihn gefördert hatte, geriet er in Misskredit. Kenyatta entließ Obama, dieser kam auf eine schwarze Liste, so dass er in Kenia keine Arbeit finden konnte. Während dieser Phase besuchte er seinen Sohn 1971 in Hawaii.

## Letzte Lebensjahre und Tod

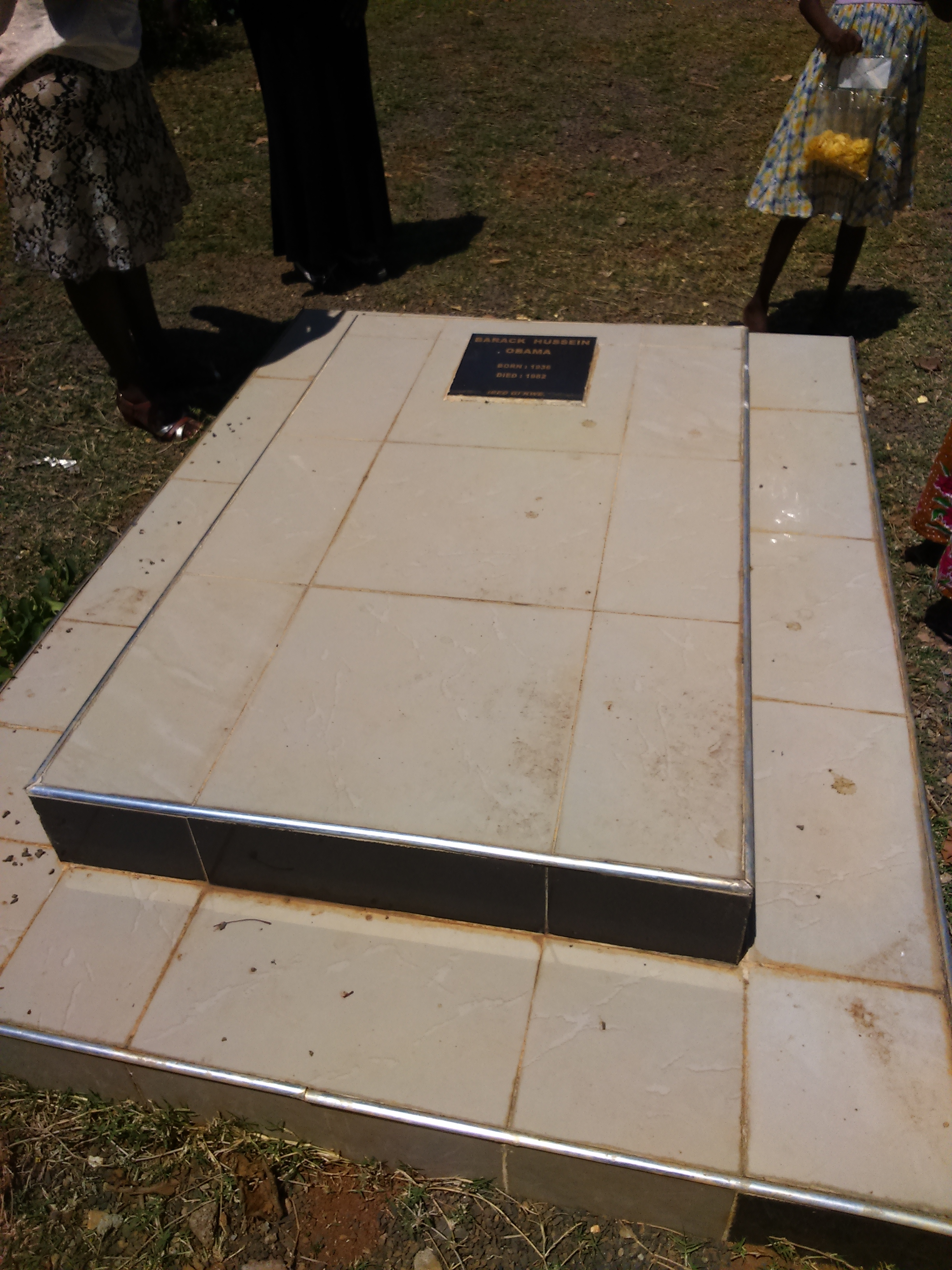
Grab von Barack Obama Senior in Nyang’oma Kogelo, Kenia

Bereits 1970 hatte er sich bei einem Unfall ein Bein verletzt und musste fast ein Jahr lang im Krankenhaus behandelt werden. Obama verlor später bei einem schweren Autounfall beide Beine, in den folgenden Jahren verschlechterte sich für ihn auch die gesellschaftliche Situation weiter.
1982 wurde Obama noch einmal Vater. Seine Partnerin Jael Otinyo brachte einen Jungen namens George zur Welt.
Sechs Monate später starb Obama an den Folgen eines erneuten Verkehrsunfalls in Nairobi. Er wurde in seinem Herkunftsort Nyang’oma Kogelo bestattet. An der Trauerfeier nahmen mehrere Minister und viele andere prominente politische Persönlichkeiten teil.

## Veröffentlichungen
- Otieno jarieko (Otieno, the Wise Man: A Series of Readers to Follow the Luo Adult Literacy Primer). East African Literature Bureau, Eagle Press, Nairobi 1959, OCLC 694566336 (erschienen in Luo).
- Problems facing our socialism: another critique of Sessional Paper No. 10. In: East Africa Journal. 2. Jahrgang, Nr. 4, S. 26–33 (politico.com [PDF; abgerufen am 6. Mai 2011]).